# Svartkärr
Svartkärr är ett naturreservat i Lekebergs kommun i Örebro län.
Området är naturskyddat sedan 2007 och är 3 hektar stort. Reservatet består av den tidigare kronoparken Svartkärr och utgörs av ädellövskog som tidigare varit betesmark.